# Стрільники (Тульчинський район)
Стрі́льники — село в Україні, у Шпиківській селищній громаді Тульчинського району Вінницької області. Населення становить 1100 осіб.

## Коротка історична довідка
Село Стрільники засноване приблизно 1690 році стрільцями, які брали участь у стрілецькому бунті за часів правління Петра Першого в 1689 році. При переслідуванні та покаранні учасників бунту, частина стрільців тікали до України, посилялися тут і утворювали нові поселення. Так було утворене  село Стрільники.
Достовірні відомості про село починаються у XVIII столітті, в 1742 році.
Село Стрільники розташоване на Волино–Подільській височині (до революції Ямпільський повіт Краснянської волості). До війни с. Стрільники належало до Шпиківського району, Вінницької області.
На території села немає промислових підприємств і все населення села займається сільським господарством.
Місцева рада утворена в 1923 р.

## Географія
Село Стрільники розташоване на Волино-Подільській височині. Після німецько-радянської війни належало до Шпиківського району, а далі до Джуринського, до Тульчинського і до Шаргородського району Вінницької області. Село Стрільники на півночі межує з селом Бушинкою (5 км), на заході із селом Лопатинці (2 км), на північному заході з селом Деребчин (5 км), на півдні проходить автострада Вінниця — Могилів-Подільський (3 км), на сході межує із селом Рахни-Лісові та залізничною станцією Рахни (5 км).
Відстань до районного центру шосейним шляхом — 40  км.
Територія всього 4239,3 га.
Площа населених пунктів   557,6 га.
Відстань до найближчої місцевої ради — 9 км. (Рахнівсько-Лісова сільська рада).

## Історія

### Давня історія села Стрільники[2]
Перші сліди людських поселень на думку деяких вчених сягають за 15 тисяч років. Поселенці були великі ростом з низьким лобом, масивними щелепами, з великими зубами.
З 2 по 6 тисячоліття до нашої ери, замість блукання у пошуках здобичі, люди осідали на родючих землях, так на території Стрільник з'явилися землеробські поселення.
До Монголо-татарського нашестя, територія села була квітучую окраїною Київської Русі з роздріблиними нивами і щедрими лісами і ріками. В середині 13 століття Моноголо-татари захопили українські землі до яких належала і територія Стрільник. До утворення с. Стрільник на цій території теж були два поселення, одне з них було на південній окраїні теперішнього села, яке було знищене Монголо-татарами, про яке ніхто не знає, як воно навіть називалося, але про нього є матеріальні докази. В 1891 році, під час обробітку ґрунту було знайдено церковний дзвін, разом з прикріпленою до нього балкою. Дзвін важив 52 фунти, на ньому було написано по слов'янське «року АХМЕ, місяця марта К дня». Також було поселення на північно-східній околиці теперішнього села так звані «круглі окопи»  - це укріплення навколо села, яке звалося «Краснянські хутори». Про це поселення є запис в книзі видання 1900 року "История насильонных пунктов Подолья"і переказів старожилів. Старожили розказували: « „Краснянські хутори“ спалені Монголо-татарами чи турками на свято Пасху. Все поселення і церква, в якій були люди, було спалене, а ті, що вціліли були забрані в полон. Загарбаний наш край Монголотатари назвали „Улусом Подільським“ всю територію було поділено на окремі округи, які очолили виборні „отамани“ з воєнноначальників. „Отамани“ стали повновладними володарами своїх округів вони збирали данину, брали полонених, безкарно вбивали людей.»
І лише в 1363 році, зібране литовсько-українське військо, яке очолив литовський князь Альгердас розбив військо Золотої Орди. В той час Литовці приєднали велику частину Білорусі, України, Литовське князівство стало найбільшим в Європі. 1385 році в місті Кресь Польща з Литвою укладають Креську унію. За руку Ядвіги і титул короля Польщі, Ягай-ло зобов'язався навернути Литовців у Католицизм, а землі Литви та України «на віки вічні» приєднати до Польської корони. Після Люблінської Унії 1569 року Україна попала під владу Польщі. І лише в 1664 році, Іван Сірко очистив територію села від турецьких загарбників. Після повстань, неодноразових вторгнень поляків, турків, московитів і татар, в результаті спустошливих боїв, внаслідок евакуації населення все Поділля між р.р. Бугом і Дністром стало безлюдним. В 1685 році знову встановлюється Річ Посполита, куди увійшла вся Правобережна Україна. Знову були відновлені воєводства, наша територія знову увійшла в Брацлавське воєводство. Стали повертатися польські пани, поверталося населення, яке повтікало під час війни. Почали відбудовуватися поселення, відбудовуватися нові села, в цей час приблизно в 1690 році виникло поселення село Стрільники. Вся територія сучасного села, була покрита лісом, який тя-гнувся від сучасного с. Бушинка  до сучасної автосради Вінниця-Могилів Подільський. В цьому лісі, на трьох горбах, які своїми схилами спускались до низовини, де було безліч джерел і початок витоків річки, яка текла з півночі на південь і була притокою р. Дністра. На схилах і почалося  засновуватися стрільцями-втікачами, як і було назване Стрільниками.
Село Стрільники засноване приблизно 1690 році стрільцями, які брали участь у стрілецькому бунті при правлінні Петра Першого в 1689 році. При переслідуванні та покарнні учасників бунту, частина стрільців тікали в Україну, поселялися тут і утворювали нові поселення. Так було утворене наше село Стрільники, село Стрільчинці Немирівського району, село Стрільники Бахмацького району на Чернігівщині та інші.
Достовірні відомості про село починаються у XVIII столітті датою 1742 року. В цьому році на території теперішньої школи була закладена уніатська церква. Першим попом цієї церкви був Іаков Лазаркевич, призначений Львівським єпископом Шептицьким. В 1784 року Володар села Стрільники Станіслав Ворцель наділяє церкву землею в кількості 67 десятин і 1720 сажнів. В цей час в селі Стрільниках проживало 682 чоловіки і 671 жінка з яких: поляків 10 чоловік і 10 жінок, євреїв — 19 чоловік і 20 жінок, все інше населення-українці і росіяни. Все населення села складалося з селян-землеробів. В цей час все Правобережжя України було під владою Польщі, а тому одні польські плани замінювалися іншими і село Стрільники переходило з рук одного пана до другого. Польські пани називали селян «холопами», «бидлом», що означало по польське худоба, а тому і поводилися з селянами як з худобою. Польські закони дозволяли панам розпоряджатися  з селянами кріпаками на їх розсуд: гонити на панщину, продавати, міняти на собак, програвати в карти, карати і навіть убивати. На території села була побудована катівня, де за провини селян їх катували: викручували суглоби, відрізали вуха, ніс, таврували розпеченим залізом обличчя. Одне із страшних покарань було «вирізання на спині із шкіри пасків і натирання гостистою половою.» Селяни мстились панам, підпалювали маєтки, убивали панів, самі тікали в Запорізьку Січ і ставали козаками.
Весною 1772 року край охопила чума.
" Наближался осінь непогодня, холодна, всі боялися зарази і були переконані, що від неї можна сховатися в лісових хащах. Духовенство влаштовувало богослужіння у відкритому полі в похідних капличках. Голодний люд повертався в опустілі села і падав жертвою чуми. Народ почав хвилюватися і почав шукати винуватців нещастя. І ось пішла чутка, гробара вихреста, який возив і закопував трупи, в Тиврові громада в своєму переляці вбила і спалила гробара, нібито він був «винуватцем» смерті в Тиврові. І почало по нашому краї шукати опирів та відьом, які ніби то були причиною чуми. Так був у с. Ярмолинцях закопаний живим у землю пришелець із сходу. В Мурафі в цей час бабу, яку називали чародійкою, зашили в мішок, топили в річці, а після камінням добили, вважаючи, що так можна позбутися чуми. Ці жертви хоронили на крутих схилах, де не ходили люди, і ставили на них масивні кам'яні хрести. І зараз на околицях багатьох населених пунктів нашого Поділля, на крутосхилах, яких ніколи не зачіпав плуг, можна побачити врослі масивні кам'яні хрести порослі жовтим мохом, і коли молоді запитують, що то за хрести, то старі відповідають «Не чіпайте, то недобре місце».
                              Матеріал взятий з історії Шаргородщини.
Після реформи 1861 року в с. Стрільники прибув барон Маас і закупив землю і все господарство в Аксаверова, а землі Сімашки і Бенькевич брав в оренду. Ця територія села і до цього часу називається Орендою. На території поміщика Сімашко барон Маас побудував дослідну станцію, яка називалася лабораторією. Ця дослідна станція була зв'язана телефонною лінією з станцією Рахни і з Деребчинською економічною конторою. Всю загарбану землю барон Маас обкопав канавами і почіпляв Червоні ворота. Але на цьому барон Маас не зупинився, він загарбав долину з лівого берега річки, що впадала в його ставок.

### Стрільники у першій половині20 століття[3]
7 (20) листопада 1917 року, відповідно до Третього Універсалу Української Центральної Ради, увійшло до складу Української Народної Республіки.
В 1921 році продрозкладка була замінена продподатком, який був на багато менший. Це селянам давала змогу залишки хліба міняти на продовольчі товари.
В селі було утворене машинне товариство, яке очолив Півторанос Іван. Його завдання було завозити сільськогосподарські машини та інвентар. Це товариство давало машини та інвентар в кредит та на виплат. Крім цього в селі було утворено КВД- комітет взаємної допомоги. Його очолив Кардашевський Павло. Ця організація мала в своєму розпорядженні до 20 га землі, коні, інвентар, посівний матеріал. Щорічно КВД позичав посівне насіння бідноті, що не мало зерна для посіву, а при збиранні селяни вертали свою позичку в магазин КВД. Населення села росло з року в рік, а батьківські садиби і наділи ставили все дрібнішими їх ділили між синами.
Радянська влада починаючи з 1922 року віддає землі поміщиків, що оточують село, під садиби селянам.
Починаючи з 1922 року по 1927 рік було утворено нові поселення під назвою «Лоборівка», де наділено 95 садиб, «Коржівка», де наділено 30 садиб. На південній окраїні села утворено 35 садиб, на південно- західній частині села, на території баронського парку, утворено 16 садиб. На садибі поміщиці Бенькевич утворено 14 садиб, на садибі поміщика Сімашка утворено 38 садиб, на території дослідної станції барона Масса утворено 29 садиб.
До 1923 року було велике розходження цін на промислові товари і сільськогосподарські продукти. Селяни не могли купувати дорогі промислові товари, це загрожувало зростові нової економічної політики. Тому в 1923 році були знижені ціни на промислові товари і підвищені ціни на сільськогосподарські продукти.
В селі зростали посівні площі, поголів'я худоби. Більшість Селян з бідного стану піднеслися до середнього. Деякі селяни почали знімати з хат солом'яні дахи і крити їх жерстю.
В 1924-25 роках в селі було проведено ряд заходів для зміцнення союзу селянства з робітничим класом. У селі було утворено «групу бідноти» так званий «Комнезам», головою якого був селянин-бідняк Герасімчук Сомоіл.
При радгоспі села Стрільники була утворена перша партійна організація, секретарем якої був робітник радгоспу Тмановський. До цієї партійної організації вступили перші селяни: Верес Іван та Стреплюк Максим.
Із решти землі барона Масса, що залишилася після розподілу між селянами, було утворено радгосп. Першим завідувачем радгоспу був робітник- комуніст Тмановський. Багато селян пішли робітниками в радгосп.
На роботу закликали прикажчики, приходили в село ставали на підвищеному місці і викрикували- «виход на буряки по 50 копійок і по дві оселедці». Подденним платили грішми і для заохочування давали оселедці, махорку чи кусочок туалетного мила. До 1927 року в радгоспі за тягову силу були воли та коні, лише молотарка працювала при допомозі локомотива в якому палили дрова. Крім завідувача в радгоспі був економіст Шентак Кароль, завідував всіма роботами та нарадами. Крім на Стрільницьких селян на сезонні роботи привозили селян із Семенівки, Лопатинців, Краснянки, Зведенівки та інших сіл. Для приїжджих було побудовано три великих будинки, які звалися «Чвираками», в них і розмішувалися приїжджі робітники. Для них була організована столова, в якій вони три рази на день харчувалися. За харчування з них вираховували із зарплати. На поденну роботу, крім дорослих приймалися підлітки, яким роботу оплачували як і дорослим, але вони працювали лише до 5 годин вечора.
Самостійно Стрільницький радгосп проіснував до 1950 року. В 1950 році радгосп було перетворено на відділок і приєднано до Деребчинського радгоспу, який утворився на основі об'єднання колгоспів сіл: Деребчина, Попелівки, Вербівки, Малої Деребчинки та Семенівки. Самостійно радгосп проіснував з 1920 року по 1950 рік.
1931 рік був початком колгоспного руху в селі. В с. Стрільниках було організовано об'єднання бідності ТСОЗ /товариство спільного обробітку землі/, в яке вступило 45 чоловік. Було усуспільнено коні, воли та господарський інвентар. Перше об'єднання було утворене на господарстві селянина Новіцького Якова. Першим головою ТСОЗу був Козій Йосип Сидорович. Першими вступили в товариство: Шкурін Макар Антонович, «зав. школи», селянин- Орещак Олександр, Вальберг Фройко, Пікула Гнат, Шкільняк Кирило, Матушенко Дмитро, Новіцький Яків, Новіцький Ілля, Гарасимчук Самоїл, Калкатин Іван, Уманський Самоїл, Лотоцький Григорій, Шкільняк Сергій та інші.
Першим правлінням було обрано: Козій Йосип, Митушенко Дмитро, Пікула Гнат, Шкільняк Сергій, Гарасімчук Самоіл та Орещак Олександр. Об'єднання ТСОЗ у своєму розпорядженні мав: 600 га. землі, 32 коней, три пари волів, КВД передав об'єднанню борони, три кінних сівалки, двигуна та інші сільськогосподарський реманент.
ТСОЗ проіснував на території садиби Новіцького Якова один рік. А в 1932 році був перенесений на східну частину села. Тут з конфіскованих будинків заможних селян та у суспільних будинків колгоспників, було побудовано приміщення для худоби та ремонту. Це об'єднання було назване колгоспним господарством «СОЦГОСПОДАР».
Колгосп «Соцгосподар» мав 58 коней, 10 пар волів, 3 кінні сівалки та кінну молотарку. В 1932 році для колгоспу держава видала два трактори «Путіловець». Першими трактористами були: Новіцький Юхтим, Новіцький Панас, Щтогрин Карпо, Вершко Артем.
У зв'язку із збільшенням членів колгоспу, колгосп 15 січня 1934 року був поділений на 3 колгоспи:
1. «Соцгосподар»- голова колгоспу Орещак Одр, колгосп так і залишився на східній окраїні села.
2. «Поллітвідділ»- голова колгоспу Шкільняк Кирило, цей колгосп розмістився в центрі села, біля церкви, на садибах братів Шкільняків Тимка і Семена.
3. «Будьонного»- голова колгоспу Бранюк Антін, Цей колгосп розмістився в північній частині села на садибі Гарасімчука Михайла. В розпорядженні всіх колгоспів було більше 2500 га. землі.

«Соцгосподар» мав 680 га. землі, «Будьонний»- 660 га. землі, «Поллітвідділ»- 1200 га. землі, по 150 шт. коней, 8- 10 пар волів по одному трактору та інший реманент.
Велике значення для піднесення і розвитку колгоспного виробництва, мав новий статут господарської артілі, прийнятий 11 з'їздом колгоспників-ударників у лютому 1935 року. Було прийнято закон про закріплення за колгоспами всіх оброблених ними земель на вічне користування. Село росло в матеріальному та культурному напрямі. На кінець її п'ятирічки в основному було ліквідовано неписьменність в селі.
В 1935—1936 навчальному році збільшився континент учнів, всіх класів в школі було по два.
Семирічна школа на той час мала 14 класів у кожному з яких по 25-35 учнів. Школа розміщалася в двох приміщеннях, у старій школі та в приміщенні колишньої священникової хати. Шкільні приміщення для навчання стали тісними. Тому за рішення зборів села, церква в 1936 році була закрита і передана під клуб, а приміщення колишнього клубу, передано під школу. Тепер школа працювала в 3 приміщеннях: в школі № 1, в школі № 2 і в половині будинку колишнього священника. Школа додатково одержала чотири класних кімнати, вчительську, кабінет директора і бібліотеку з 450 шт. книг. Першим директором і організатором семирічної школи був Яковенко Тихін Якович. Після нього був директором Сірий Микола Семенович, який зробив першим випуск Стрільницької семирічної школи в кількості 20 учнів.

### Трагедія 1937 року[6]
Була зв'язана з роботою лютнево-березневого 1937 року пленуму ЦК ВКП(б), цей пленум правлячої партії теоретично обґрунтував необхідність масових репресій, або Великим терором.
З с Стрільник було репресовано 9 чоловік.
12 червня 2020 року, відповідно до Розпорядження Кабінету Міністрів України від  № 707-р «Про визначення адміністративних центрів та затвердження територій територіальних громад Вінницької області», увійшло до складу Шпиківської селищної територіальної громади.
19 липня 2020 року, в результаті адміністративно-територіальної реформи та ліквідації Тульчинського район(1923 — 2020), село увійшло до складу новоутвореного Тульчинського району.

## Населення

### Мова
Розподіл населення за рідною мовою за даними :
| Мова       | Кількість | Відсоток |
| ---------- | --------- | -------- |
| українська | 1095      | 99.55 %  |
| російська  | 4         | 0.36 %   |
| румунська  | 1         | 0.09 %   |
| Усього     | 1100      | 100 %    |

## Відомі люди
1. Ігнатій Ледоховський (1867—1932) — архітектор, представник київської школи модерну.